# Петраш (Хойникский район)
Петраш (бел. Пятраш) — посёлок (ранее-деревня) в Поселичском сельсовете Хойникского района Гомельской области Республики Беларусь.

## География

### Расположение
В 11 км на юго-восток от районного центра и железнодорожной станции Хойники (на ветке Василевичи — Хойники от линии Гомель — Калинковичи), в 114 км от Гомеля.

## Транспортная сеть
Транспортные связи по просёлочной, затем автомобильной дороге Хойники — Брагин.

## История
Основана в 1920-х годах переселенцами из соседних деревень на бывших помещичьих землях. В 1932 году жители вступили в колхоз. 9 жителей погибли на фронтах Великой Отечественной войны. Согласно переписи 1959 года в составе колхоза «Рассвет» (центр — деревня Поселичи). Застройка деревянная, усадебного типа.

## Население

### Численность
2021 год — нет жителей и хозяйств

### Динамика
- 1930 год — 97 жителей, 15 дворов
- 1959 год — 153 жителя (согласно переписи)
- 2004 год — 1 житель, 1 хозяйство
- 2021 год  — нет жителей и хозяйств